# Ndebele

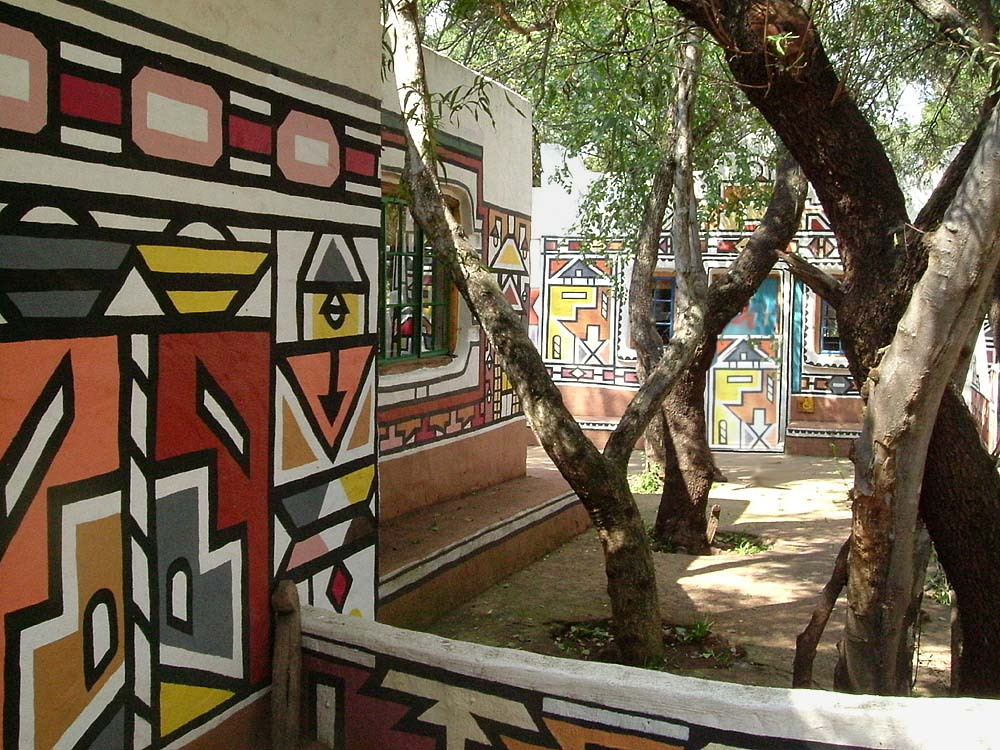
Decoración tradicional de los ndebele.

Los ndebele son una etnia conformada por tres grupos tribales que viven en Sudáfrica y Zimbabue:
- los ndebele de la región de Transvaal Sur, que viven alrededor de Bronkhorstspruit;
- los ndebele de Transvaal Norte, quienes viven principalmente en la provincia de Limpopo, alrededor de los pueblos de Mokopane (Potgietersrus) y Polokwane (Pietersburg);
- los ndebele de Zimbabue, también llamados matabele.

Todos los ndebele hablaban originalmente su propia lengua. Sin embargo, recientemente los ndebele de Transvaal Norte han ido adoptando la lengua de sus vecinos sotho y tsuana. La religión que practican es el cristianismo mezclado con animismo.
En 1995 el número total de ndebele se estimaba en 588.000 personas.
Su idioma es el Idioma ndebele
Existen al menos dos idiomas llamados comúnmente ndebele:
- el idioma ndebele del norte, un idioma nguni hablado en Zimbabue;

- el idioma ndebele del sur, un idioma nguni hablado en Sudáfrica, con dos variedades (la más pequeña es una variedad no oficial altamente influida por idiomas del grupo Sesotho-Setsuana).